# Nosso Sonho
Nosso Sonho é um filme biográfico brasileiro de 2023, que conta a história da dupla Claudinho & Buchecha. Dirigido por Eduardo Albergaria, que também assina o roteiro junto com Fernando Velasco, Mauricio Lissovsky e Daniel Dias, o filme é estrelado por Lucas 'Koka' Penteado e Juan Paiva que interpretam Claudinho e Buchecha, respectivamente. O filme foi lançado nos cinemas em 21 de setembro de 2023 e foi um sucesso de bilheteria, arrecadando cerca de 8,6 milhões de reais contra um orçamento de 5 milhões.
Foi um dos pré-selecionados como um dos representantes do Brasil para o Oscar de melhor filme internacional.

## Sinopse
Claudinho & Buchecha, dupla de maior sucesso do funk melody nacional em todos os tempos e ícone máximo do gênero na música popular brasileira. A história de uma amizade que se transforma em força de superação e conquista. Um filme que mostra como o ritmo e a poesia da periferia conquistaram o Brasil. Uma história real repleta de fantasia. Um longa-metragem musical, emocionante e divertido, feito de drama e tragédias, mas também de muito humor, surpresas e redenção.

## Elenco
- Juan Paiva como Buchecha
  - Gustavo Coelho como Buchecha (criança)
- Lucas Penteado como Claudinho
  - Vinícius Boca de 09 como Claudinho (criança)[5]
- Tatiana Tiburcio como Dona Etelma
- Nando Cunha como Souza
- Lellê como Rosana
- Clara Moneke como Vanessa[6]
- Antônio Pitanga como Seu Américo
- Isabela Garcia como Dona Judite
- Márcio Vito como Seu Tôco
- FP do Trem Bala como Cidinho[7]
- Gabriel do Borel como Doca
- Flávia Souza como Natalina[8]
- Negão da BL como DJ[5]
- WinniT[5]
- Reinaldo Júnior[5]
- Aline Marta Maia como Morena do Camelódromo

## Produção
A produção da cinebiografia foi anunciada em 2019, por meio de uma publicação de Buchecha. Em 2021 foi anunciado que o filme biográfico retratando a trajetória da dupla estava em produção pela Urca Filmes e com distribuição da Manequim Filmes, após sua rápida passagem pala 21ª edição do Big Brother Brasil o ator Lucas Penteado foi cotado para interpretar o falecido músico Claudinho e Lázaro Ramos seu Pai. "Nosso Sonho", será protagonizado pelos atores Lucas Penteado e Juan Paiva, como Claudinho e Buchecha respectivamente.
Em julho de 2022, foram divulgadas as primeiras imagens e o resto do elenco, na fase da infância, os papéis principais ficaram a cargo de Vinicius Boca de 09 e Gustavo Coelho, como Claudinho e Buchecha respectivamente, no elenco também se destacam: Tatiana Tiburcio e Nando Cunha, que interpretam Dona Etelma e Souza, os pais do Buchecha; Lellê e Clara Moneke são Rosana e Vanessa, as namoradas dos músicos. Participações especiais de Antonio Pitanga como Seu Américo, Isabela Garcia como Dona Judite, e FP do Trem Bala e Gabriel do Borel como a dupla Cidinho & Doca. Flávia Souza deu vida a personagem Natalina, tia do protagonista Buchecha.
A agência Atabaque, referência no mercado da música, foi especialmente contratada para criar a trilha original do filme “Nosso Sonho”. De acordo com a empresa, a Atabaque está responsável por toda estratégia musical, criando uma trilha sonora potente, reunindo artistas antigos e atuais num álbum completo. O objetivo é criar uma label (marca), supervisionando desde a liberação autoral, a escolha do artista que interpreta cada música, dentro e fora do roteiro do filme. A ideia é fazer com que todo esse “show” saia das telas e vire uma turnê pelo Brasil, com a participação do Buchecha. Além da estratégia, a Atabaque alinhou todo o contexto por trás da música, como estúdio, clipe, estratégia de marketing para potencializar o movimento, e reuniu as grandes promessas do funk para fazerem participações especiais no longa, como, WinniT, Negão da BL, Bl4ck, FP do Trem Bala, Gabriel do Borel, entre outros.
As gravações do filme duraram seis semanas, se iniciando em maio de 2022 no Rio de Janeiro e terminando em julho de 2022.
A produção foi dirigida por Eduardo Albergaria, que também assina o roteiro junto com Daniel Dias, Mauricio Lissovskk e Fernando Velasco e o próprio Buchecha, colaborou intensamente com o argumento do roteiro, e produzido por Leonardo Edde. 
O longa é uma produção Urca Filmes, em coprodução com a Riofilme, Telecine e Warner Bros. Distributing, distribuição nos cinemas da Manequim Filmes.
O filme chegou as plataformas de compra e aluguel em 20 de novembro de 2023.

## Bilheteria
O longa foi assistido por 539 mil pessoas nos cinemas, se tornando o filme nacional de maior bilheteria de 2023.

## Prêmios
“Nosso Sonho” ganhou o Prêmio Jovem Brasileiro, na categoria "Entretenimento & Filme Nacional". Prêmio que contou com um júri formado por jornalistas, colunistas e formadores de opinião. O ator Lucas Penteado recebeu a estatueta em nome da produção.
Também venceu os prêmios de Melhor Filme, Trilha Sonora (Plinio Profeta) e Ator Coadjuvante (Nando Cunha), na 16ª edição do Los Angeles Brazilian Film Festival (LABRFF), em 2023.